# Raffaele Farina
Raffaele Farina SDB (Buonalbergo, 24 de septiembre de 1933) es un cardenal salesiano de Italia, archivero del Archivo Secreto Vaticano y prefecto de la Biblioteca Vaticana, fue elevado a cardenal en el 2007 por Benedicto XVI.

## Biografía
Raffaele Farina entró a la Congregación de San Francisco de Sales de Don Bosco, más conocida como los Salesianos, a la edad de dieciséis años. profesó los votos el 25 de septiembre de 1949, y prometió sus votos perpetuos el mismo día pero del año 1954. Una de sus hermanas también es Salesiana. Farina empezó sus estudios de Teología en la Universidad Pontificia Salesiana en Turín también en 1954, obteniendo su licenciatura en 1958. Fue ordenado sacerdote por el Obispo Michele Alberto Arduino S.D.B., el 1 de julio de 1958.
Más tarde, Farina estudió historia eclesiástica en la Pontificia Universidad Gregoriana en Roma, y recibió su doctorado en 1965. Durante los siguientes tres años, trabajó en su especialidad en la Fundación Alemana "Humboldt" en Friburgo de Brisgovia y Bonn. De 1968 a 1972, fue profesor de historia de la Iglesia y de Metodología en la Facultad de Teología de la Universidad Pontificia Salesiana; sirvió como decano de la misma facultad hasta 1974, y fue rector de la universidad durante dos periodos (1977-1983 y 1992-1997).
Farina fue nombrado regolatore del XXI capítulo general de su congregación en 1978. Desde 1982 a 1986, fue secretario del Comité Pontificio de Ciencia Histórica, y subsecretario del Consejo Pontificio de Cultura en la Curia Romana en el mismo año. Nombrado prefecto de la Biblioteca Vaticana por Juan Pablo II el 25 de mayo de 1997.
El 15 de noviembre del 2006, Farina fue nombrado Obispo Titular del Opitergium por el papa Benedicto XVI. Recibió su consagración episcopal el 16 de diciembre de Tarcisio Bertone, un compañero Salesiano, junto con James Stafford y el Cardenal Tauran sirviendo como asistentes, este acto se celebró en la Basílica de San Pedro. 
Más tarde Farina fue nombrado Archivero del Archivo Secreto Vaticano y Bibliotecario de la Biblioteca Vaticana el 25 de junio del 2007, reemplazando al Cardenal Tauran, que fue nombrado presidente del Concilio Pontificio para el Diálogo Interreligioso. Su Diócesis titular fue también elevada pro hac vice al nivel de archidiócesis en la misma fecha.
En papa Benedicto XVI le nombró Cardenal Diácono en San Giovanni della Pigna en el consistorio el 24 de noviembre de 2007. Farina sería elegido para participar en cualquier futuro Cónclave hasta que cumpla ochenta años, el 24 de septiembre del 2013.
El Cardenal Farina actualmente pertenece a la Pontificia Comisión de Ciencias Históricas y a la Pontificia Academia de las Ciencias. Habla fluidamente alemán, español, japonés y francés.